# Henrik Mestad
Henrik Mestad (Oslo, 22 giugno 1964) è un attore norvegese, conosciuto per la serie televisiva Occupied.

## Biografia

### Carriera
Ha studiato presso la Høgskolen i Østfold. Dal 2015 recita nel ruolo di Primo ministro norvegese per la serie televisiva Occupied nata da un'idea di Jo Nesbø.

### Vita privata
Ha una sorella, Ola Mestad, accademica, mentre il padre, Viking Mestad, era un politico norvegese, morto nel 2013.

## Filmografia parziale

### Cinema
- Lakki, regia di Svend Wam (1992)
- Reprise, regia di Joachim Trier (2006)
- Sønner, regia di Erik Richter Strand (2006)
- The Art of Negative Thinking (Kunsten å tenke negativt), regia di Bård Breien (2006)
- En ganske snill mann, regia di Hans Petter Moland (2010)
- Borning - Corsa senza regole (Børning), regia di Hallvard Bræin (2014)
- La donna leone (Løvekvinnen), regia di Vibeke Idsøe (2016)
- Børning 2, regia di Hallvard Bræin (2016)
- Wildwitch - Il mondo selvatico (Vildheks), regia di Kaspar Munk (2018)
- Circuito rovente (Børning 3), regia di Hallvard Bræin (2020)
- Narvik (Kampen om Narvik), regia di Erik Skjoldbjaerg (2022)
- Sick of Myself (Syk pike), regia di Kristoffer Borgli (2022)

### Televisione
- Lilyhammer (2013)
- Occupied (Okkupert) (2015-2017)
- Norsemen (2016-in produzione)

## Riconoscimenti
- Premio Amanda 2007 come miglior attore non protagonista per l'interpretazione in Sønner.